# Euterebra mariato
Euterebra mariato é uma espécie de gastrópode do gênero Euterebra, pertencente a família Terebridae.